# カイバ
『カイバ』は、2008年4月10日から7月24日までWOWOWで放送されたテレビアニメ作品。第12回文化庁メディア芸術祭アニメーション部門優秀賞受賞作品。

## 概要
映画『マインド・ゲーム』などを手掛けた湯浅政明監督の前作『ケモノヅメ』に続くマッドハウス制作のオリジナルテレビシリーズ第二弾。
```
記憶がデータ化された世界で、さまざまな肉体に宿りながら人々の記憶をたどっていく
SFドラマ
[
3
]
。題名の「カイバ」は脳の
記憶
に関わる器官「
海馬
」のことを指し、物語はデータ化が可能になった記憶の売買や改ざんなどの犯罪が横行する世界を舞台にしている
[
4
]
。
```

SF色が強いストーリーだが、それをリアルに緻密に描くのではなく、記号的におとぎ話のように展開している。
前作の反省を踏まえ、本作では最初からオチや先の展開を見据えて作っていった。また、反応が良くなかったキャラクターデザインも、アニメーション黎明期のテイストでまとめ、シンプルでソフトな可愛らしさを目指した。キャラクター設定の伊東伸高が最初に描いてきた手塚治虫風のデザインを見て、湯浅も「これなら前作の画風が怖かった人も取っつきやすいのではないか」と判断してそれを認めた。彩色も前作でメインに使ったのは原色の赤と青だったのに対し、本作では派手な原色は使わず、淡い色を使うことで昔のカートゥーンが退色したような雰囲気を出し、アール・ヌーヴォー時代の印刷物を思わせる絵本のような世界観を作り上げている。湯浅自身は可愛らしい、懐かしくオーソドックスな絵だと思ったが、古いアニメーションや手塚作品を知らない人々からは、またも『怖い』あるいは『画がよくわからない』と言われてしまった。
その一方で、構成やストーリーなどには共通点も多い。

## あらすじ
記憶のデータ化ができるようになり、肉体の死がもはや死と呼べなくなった世界。記憶はデータバンクに保存され、新しい身体への「乗り換え」や、記憶の売買といったことが可能になり、違法に記憶を改ざん、記憶を盗むことも行われていた。社会は混沌とし、力を失い停滞化していた。そんな世界を主人公カイバは記憶を失ったまま宇宙の星々をめぐり、たくさんの人々と出会い、記憶を取り戻してゆく。

## 登場人物
カイバ
声 - 桑島法子
主人公。惑星ララにて破壊された部屋で記憶を失ったまま目覚める。ネイロの写真が入ったロケットを首から下げている。
突然記憶を狩る兵器「スコンク」に襲われそうになったところを謎の鳥パルに助けられる。
その後ポポの助言によりパームにボディを売られ、密航という形で簡易型ボディの「カバ」に乗り移り宇宙に旅立った。後に惑星トトで出会った少女クロニコのボディに乗り移り、バニラと旅をする事になる。そして惑星を渡っていく度にネイロとの記憶と自分の記憶を取り戻していき、苦悩していく。
ネイロ
声 - 能登麻美子
ヒロイン。反社会組織「一想団」のメンバー。記憶を失ったカイバと愛し合うこととなる。団のリーダーであるダダを尊敬している。
実は記憶喪失になる以前のカイバとも出会っているが、その時の記憶はある人物によって改竄されている。
ポポ
声 - 朴璐美
「一想団」の幹部。惑星ララの下層民に慕われており、天に君臨する記憶の王「ワープ」を討つために活動している。実はカイバが記憶を失った事故と関連している。
チェキ
声 - 藤村歩
「一想団」のメンバー。ネイロとポポの幼馴染。突然変わってしまったネイロとポポを心配している。ネイロの記憶操作を咎めたことから記憶を改竄されてしまう。
バニラ
声 - 江川央生
宇宙船保安官。地位を利用して影で悪事をしている。
惑星トトに逃げたカイバを追っていたが、クロニコ（のボディに乗り込んだカイバ）に一目惚れしてしまい、カイバを宇宙船に乗せて旅をすることになる。
実は彼の体はボディではなく、生身の体のままである。後に記憶タンク爆破事件の犯人（ゲル）と行動を共にしていたクロニコ（カイバ）を匿っている事を保安局に知られて追われることになってしまい、その途中でクロニコ（カイバ）を守って負傷する。そしてクロニコ（カイバ）を逃がそうと彼女（彼）の記憶をある場所へ転送し、最後は乗っていた船で追っ手の船に特攻をかけ、命を落とした。
クロニコ
声 - 斎藤千和
惑星トトでカイバが出会った心優しい少女。ピンクの長靴がトレードマーク。幼い頃に母を亡くしている。
家計を助けるために記憶を抜いた叔母とその子供たちのために記憶を抜き、ボディを売るが、記憶も体も捨てられてしまう。
捨てられたボディにカイバが乗り込み、バニラと共に旅をすることとなる。
ひょーひょー
声 - 水田わさび
カイバと一緒に旅をする簡易型ボディ。「ひょー」としか鳴かない。頭の部分にプロペラのようなものがついていて空を飛ぶことが可能。ネイロの本当の記憶を持っていた。
パル
記憶を失ったまま目覚めたカイバをスコンクから助けた謎の鳥。ダチョウのような体で頭部は水球の中に一つの目玉が浮かんでいるような姿をしている。宇宙船に乗り込んだカイバを見届けると、バニラの注意を引いてひょーひょーを宇宙船へ送り込んだ。
キチ
声 - 岩永哲哉
人の記憶を売り買いするジャンカー。おかっぱ頭で丸いめがねをかけているのが特徴。ポポに協力しているが「一想団」のメンバーではない。サテの弟。
サテ
声 - 甲斐田裕子
「一想団」のメンバー。キチの姉。顔の下半分までたくし上げた長い襟が特徴。
一人称を「俺」とするなど、女性らしさを排除した物言いをする。ポポの腹心。
人形体に内臓を詰め込んだ簡素な身体のため、激しい運動が出来ない。
ダダ
声 - 玄田哲章
「一想団」のリーダー。相手の動きを封じたり、記憶を消す不思議な力をもっている。その正体は出来そこないの老いているワープ。三人一組でダダとして行動していた。
ジャクチュウ
声 - 石住昭彦
貴族階級の男。ポポやバニラに妨害されたものの最終的にカイバのボディを手に入れる。カイバのボディの秘密を知っている。
カバ
声 - 桑島法子
カイバが船に密航するときに乗った簡易型ボディ。名前の通りカバのような姿をしている。
会話、飲食が出来ず、痛みも感じないボディである。
外観ではわかりにくいが胸元にスイッチのようなものがあり、押すと手のひらに乗せられるほどの小さい四角い物体になる。
ホーレイトーで実体化した記憶の空間の中では喋ることができる。
コチュ
声 - 日比愛子
宇宙船でカイバが出会った女性。彼氏のバターと船に乗るはずが金が足りなかったので自分だけ密航して荷物に紛れ込んでいた。
バターとの幸せな日々を過ごす事を夢見ていた。
バター
声 - 西脇保
コチュの彼氏。無愛想で口数も少ない。
パーム
声 - 甲斐田裕子
ポポからカイバを買い取り、記憶は簡易型ボディの「カバ」に乗せ、カイバのボディに自分の記憶の「コピー」を乗せて情事を楽しんでいた。
しかし「コピー」の本能（最終的に自分が消去されてしまう為、本体を消去しなければならない）により腹上死してしまう。
パームの「コピー」は現場に駆け付けたバニラに拘束され、カイバのボディは後にジャクチュウの手に渡った。
ネギー
声 - 玉川紗己子
クロニコの叔母。病死した姉、モカのかわりに姪のクロニコを育てた。とある事故が原因で両腕を失くしている。
夫を亡くしてから家計を助けるために音楽や書物の記憶を売ったが、それによって記憶のなかにあったクロニコとモカとの思い出を忘れてしまった。
そのため次第にクロニコに冷たくなってしまい、遂には自分の子供たちのためにクロニコの身体を売ってしまう。
その後、クロニコの体を売った代金で自分の記憶を買い戻し、再び音楽や書物の記憶を取り戻したが、同時にクロニコと姉と過ごした大切な記憶を思い出し、後悔の念に駆られることとなった。
モカ
声 - 折笠愛
クロニコの母。クロニコが幼かった頃に病死した。
ナル & コナ
声 - うえだ星子、進藤尚美
ネギーの双子の子供。胸にピンクの蝶のマークがあるのがナル。青い魚のマークがあるのがコナ。
記憶を無くしたネギーに同調しており、クロニコにはピアノが弾けて自分たちがピアノを弾けない事や、クロニコの居ない間に隠れて追加の食事をネギーにもらっていた事でクロニコの存在を疎ましく思っていた。
ネギーが記憶を売る前は、クロニコがピンクの長靴をネギーから貰っていたことを一緒に喜んでいた。
婆さん
声 - 鈴木れい子
惑星ババの住人。
灯台から転落した灯台守の爺さん（声 - 伊井篤史）の死を受け入れられず、孫たちからその話を聞くたびに数か月気絶している。爺さんが残した宝物のありかを知っている。
ケラ & ボリ
声 - 岩永哲哉
双子であり婆さんの孫。惑星ババを出た両親と同様、他の星に行くことにあこがれており、爺さんの残した宝物で船の切符を買おうとしていた。
パッチ & キルト
声 - チョー（パッチ）
カイバが旅した星々のひとつ、アビパの住人。
パッチは、ツギハギだらけの猫の着ぐるみのような姿をしたデザイナー。アビパで数百年間にわたって斬新なデザインのボディを発表し続け、住人からはカリスマ的な人気を誇っているが、当人は、自分たちのオリジナルのボディを始め、自然のものを大切にせずに流行のものばかりを追い続ける住民たちを激しく憎悪している。そのため、自身の発明であるコピー装置を利用して奇怪な姿のボディーをデザイン・量産して、捨てられたボディに代わって住民たちに復讐しようとするが、逆にそれが新たな流行として取り入れられ続けている。さらに、自分自身の記憶容量はすでに限界であり、新しいことを覚えられず、そのため、自身が以前に復讐のために作ったボディのデザインを忘れ、改めて新しい復讐用のボディを作り続けるという、無限に続くループの中で生きている。主なエネルギーは尻尾のコードから取り入れているらしく、しょっちゅうエネルギー切れになって機能停止する。
キルトは、犬のぬいぐるみの姿をしたパッチの助手。流行の移り変わりによって捨てられた無数の犬のボディをつなぎ合わせて生み出された。非常に賢く、装置を操作したり、エネルギー切れになったパッチを介抱したりしている。さらにその目はもともとパッチのものであるため、パッチの見ているものはキルトと共有されている。その記憶チップの中身は、パッチを慕って彼の身の回りの世話をしていた女性のものであり、寿命が近づいた自分の記憶をチップに移し、パッチの手元に放置したものがキルトに入れられた。パッチ自身はその女性の存在を過去の風景の一部程度にしか覚えていない。
キルトをモデルにしたぬいぐるみ（こちらは動かない）も一般に販売され、幼い頃のネイロもそのぬいぐるみを持っていた。
赤ん坊
声 - 石塚運昇
見た目は赤ん坊だが惑星アビパで食品工場を経営しているやり手。パッチの大ファンであり、彼のために何かしてやりたいと思っている。
アビパの住人が知らないワープの存在を知っており、記憶タンクを開発したワープに対して彼が望んだのはこんな街じゃなかったかもとカイバに語っている。
ゲル
声 - 能登麻美子
カイバとバニラが惑星ロロで出会った人物。筋骨隆々のたくましい男性だが、実は男性用のボディに乗り換えた女性。
その正体はネイロだが、カイバは彼がネイロであることには気付かなかった。
トリトン
声 - 家弓家正
カフェーの夫。カイバが惑星ロロで出会った老夫婦。全財産を売って購入した宇宙船で観光に来ていたところにバニラの宇宙船に激突して墜落したところをカイバとゲルに救われる。
元流しの演奏家をしており、カフェーの歌に伴奏を付けたことが馴れ初めであった。
カフェー
声 - 折笠愛
トリトンの妻。カイバが惑星ロロで出会った老夫婦。元歌手であり、トリトンがマネージャーとして支えていた。
記憶を喰う伝説の植物「カイバ」により記憶を吸い取られ、若い男と不倫していたことを暴露された。
バボちゃん
声 - 水田わさび
バニラの上司。黄色い体躯のマスコットキャラのような姿をしており、湯浅政明監督が手掛けた「ケモノヅメ」に登場するサルのような見た目の同僚「ミーちゃん」と行動している。「一相団」を追っており、メンバー疑惑のあったゲルをバニラがかくまった事や、クロニコ（カイバ）を私的に宇宙船に乗せていたことを職権乱用と非難し、惑星リベラでバニラを処罰した。処罰した後、「星が泣いている」と言葉を残した。
コピーワープ
声 - 三瓶由布子
ワープのコピーの1人。本物のワープになりすまし、天に君臨している。ポポと同様カイバが記憶を失った事故に関連している。ナンバーは「NO.199101」。
ワープ
天に君臨する記憶の王で、上記のコピーワープのオリジナル。特殊な能力を持ったボディに代々生まれ変わり、世界を支配していた。ただし特殊な能力を持ったボディは2000体に1体の確率でしか生まれない。そのため、能力を持たぬものが沢山いて、能力を持たないものたちがコピーワープである。本物のワープはお腹に三角の角に丸をつけたマークがついている。実はカイバの腹部にもこれと同じマークがある。
チビワープ
声 - 加藤夏希（特別出演）
最終回で登場した次代のワープ。

## 用語
記憶
本作において記憶は複数の黄色と橙色の小さい「タマゴ」のような形で構成されている。
記憶の王ワープにより確立された後述の「チップ」に記憶を保管することで記憶をほぼ永久保存することが可能であり、肉体が滅んでもより良い体へ記憶を移し替えて不死となり、
不要な記憶を消去し、より良い記憶をダウンロードすることが可能である。
ただし、乗り換えや記憶のダウンロードは富裕層の特権であり、惑星ララの下層に住んでいる金のない貧民は「スコンク」に記憶を吸い取られ、記憶を秘密裏に売買されている。
ボディ
肉体。記憶を挿入することで自在に動かすことが出来る（後述のチップを挿入できるボディに限る）。
ボディは通常の肉体のほか、カイバが乗り込んだカバのような簡易型や、アビパで生成された流行に乗ったもの、
ネイロが惑星ロロでの破壊工作のために乗り込んだゲルのような人型兵器などがある。
記憶チップ
特殊な金属で生成された円錐状の物体。円錐の平面の真ん中に記憶の「タマゴ」を収納・保管するための穴がある。記憶チップに記憶を収納するには特殊な手術が必要。これにより、ほかのボディに乗り換えることが可能になる。ただし、手術を行っていない人（通称「ウブ」）も多く、
肉体を失った（死亡）場合は宇宙へ放出されてしまい、ほぼ回収が不可能となる。
スコンク
大きい頭部のみで吸盤のような口の大型の個体と、茨の棘のような突起を持った蛇形の小型の個体がいる。大型はボディごと、小型は記憶のみを回収している。記憶を吸い出すことで、体に黄色い袋が増える。回収された記憶は密売人によって売買されるか、スコンクを退治した下層の住人に救助されるか口減らしのために放置されている。
電解雲
惑星ララの下層（貧民街）と上層（王宮・貴族街）を隔てる紫色の雲のようなもの。これに触れると記憶を消されてしまう為、貧民街の住民が気球で何度も上層への進出を試みているがその度に記憶を無くしている。
王宮
記憶の王「ワープ」の居城。
一想団
惑星ララの下層に本拠地を持つ。記憶の王ワープによる記憶のデータ化による社会を否定し、惑星ララの下層民の支援を行いながら、他の惑星の記憶タンクの破壊工作を行う反社会組織。
タマゴ河
宇宙旅行中に見ることが出来る黄色い光の粒が河となって漂っているような現象。
肉体が死亡、または人為的に記憶の「タマゴ」が遺棄されて宇宙へ放出されたものが集合したものであり、記憶の「タマゴ」は最大の記憶タンクがある惑星ロロに辿り着く。
記憶タンク
人為的に保管されたり、死亡したボディから放出される記憶の「タマゴ」を格納する施設。
あらゆる惑星に建造されている。設置されている惑星周辺には記憶の雲に覆われており、通り抜けると幻聴が聞こえる。
宇宙に放出された記憶の「タマゴ」がたどり着く場所と言われている惑星ロロは連邦最大の記憶タンクである。
惑星ロロでは記憶タンクのテーマパークがプレオープンされており、ボートで川下りしながら施設を見学できるアトラクションが整備されている。
カーバイル
楕円形の塊の上に分度器を備えたような銃。ボディのみを溶かし、記憶の「タマゴ」や記憶チップだけは溶かさない特性を持っている（記憶チップの穴に直接射撃することで記憶の「タマゴ」を消去することが出来る）。一般人が持つ事は禁じられているが、「一想団」などの不法所持者も少なくない。
ホーレイトー
ツノダシのような形状の緑色の銃。人に照射すると動きをフリーズさせ、記憶を立体空間として呼び出し、そこに入って図書館の本のように記憶を閲覧できる。記憶容量が少ないものに対しては空間に入ることはできず閲覧も制限されており、記憶を無くしたもの（空のボディ）は真っ黒で何もない。定点カメラのような記憶媒体の記録も見ることも出来る。宇宙船保安官のバニラや公人や検察など、限られた人しか持つ事を許されていない。

## 惑星
ララ
カイバが目を覚ました惑星。
下層（貧民街）と上層（王宮・貴族街）を隔てるように電解雲という紫色の雲がある。触れると記憶を消される作用があり、非正規の方法で上昇しようとする者は記憶を失ってしまうが、物資の運搬などの為に電解雲を介せず上昇するルートがある。
下層では貧困ゆえに家族三世代で一つのボディを共有したり、景品で当たった高級なボディに乗り換えたことで今の環境にそぐわないと家出をする者もいる。多くは記憶の密売人により放たれたスコンクにより記憶やボディを奪われている。
トト
密航したカイバが宇宙船から脱出した際に不時着した惑星。
ララほどではないが貧富の差があり、家計を支えるために大人は書物や音楽の記憶を売り、幼い子供が「シャボ」という名産品を売り歩いている。連日記憶の転移を行う施設では通気口から記憶の「タマゴ」が宇宙へ舞い上がっている。
ババ
灯台の星。重力が通常の半分の惑星であり、高くジャンプすると思わぬ事故が起こる。
アビパ
パッチがデザインした流行ボディへの乗り換えが盛んな惑星。食べ物が無料で配布されている。
ロロ
連邦最大の記憶タンクがある惑星。記憶の雲という黄色い雲で覆われている。
テーマパークのプレオープンが行われており、施設内では時折幻聴が聞こえる。
ネネ
水に覆われた惑星。
この惑星の住人は陸に上がらずに急激な進化を遂げており、水面下には広大な海底都市を築いている。
最近、惑星の月「リベラ」から放出された水の塊のような「海のかけら」が漂っており、タンクを使って水を戻す作業を行っている。
「リベラ」行きのの直通ポートには記憶の王「ワープ」の顔が施されている。

## スタッフ
- 原作 - 湯浅政明、マッドハウス[7]
- 企画 - 丸山正雄
- 監督・シリーズ構成 - 湯浅政明[7]
- キャラクターデザイン - 伊東伸高[7]
- 設定デザイン協力 - 宮沢康紀
- プロップデザイン - 濱田高行
- 色彩設計 - 谷本千絵
- 美術監督 - 河野羚
- 撮影監督 - 高橋宏司
- 編集 - 寺内聡
- 音響監督 - 百瀬慶一[7]
- 音楽 - 吉田潔[7]
- 音響制作 - ミディアルタ エンタテインメントワークス[7]
- 音楽プロデューサー - 岡田こずえ、尾上政幸
- 音楽制作 - アーティスト・マネージメント・オフィス
- エグゼクティブプロデューサー - 高見澤尚樹、丸田順悟、平山博志、伊豆倉公一
- プロデューサー - 北浦宏之、二方由紀子、田村学、池嶌千晶
- アニメーションプロデューサー - 藤尾勉
- アニメーション制作 - マッドハウス[7]
- 製作・著作 - カイバ製作委員会

## 主題歌
オープニングテーマ「Never」
作詞 - Seira　作曲 - 山口隆志　編曲 - 西平彰　歌 - Seira
エンディングテーマ「Carry Me Away」
作詞 - Seira　作曲／編曲 - Maiko of M.Y　歌 - Seira

## 各話リスト
| 話数 | サブタイトル         | 脚本                   | 絵コンテ               | 演出          | 作画監督      |
| ---- | -------------------- | ---------------------- | ---------------------- | ------------- | ------------- |
| 1    | 名はワープ           | 湯浅政明               | 湯浅政明               | 湯浅政明      | 伊東伸高      |
| 2    | 密航                 | 湯浅政明 横山彰利      | 横山彰利               | 横山彰利      | 本間晃        |
| 3    | クロニコのながぐつ   | 湯浅政明 横山彰利      | 横山彰利               | 横山彰利      | 伊東伸高      |
| 4    | ばあさんの記憶の部屋 | 三原三千夫 湯浅政明    | 三原三千夫             | 三原三千夫    | 三原三千夫    |
| 5    | 憧れの星アビパ       | CHOI EUNYOUNG 湯浅政明 | CHOI EUNYOUNG          | CHOI EUNYOUNG | CHOI EUNYOUNG |
| 6    | 筋肉質な女           | 高橋知也 湯浅政明      | 高橋知也 JAMIE VICKERS | 高橋知也      | JAMIE VICKERS |
| 7    | 記憶に残らない男     | 横山彰利 湯浅政明      | 横山彰利               | 横山彰利      | 伊東伸高      |
| 8    | 化けの皮             | 湯浅政明               | CHOI EUNYOUNG          | CHOI EUNYOUNG | CHOI EUNYOUNG |
| 9    | ワープを討て!        | 湯浅政明               | 横山彰利               | 横山彰利      | 伊東伸高      |
| 10   | カイバ               | 湯浅政明               | 湯浅政明               | 湯浅政明      | 久保まさひこ  |
| 11   | まわるファン         | 湯浅政明               | 湯浅政明               | 久保まさひこ  | 牧原亮太郎    |
| 12   | みんな雲の中         | 湯浅政明               | 湯浅政明               | 湯浅政明      | 伊東伸高      |

## 放送局
| 放送地域 | 放送局 | 放送期間                | 放送日時           | 備考                                                  |
| -------- | ------ | ----------------------- | ------------------ | ----------------------------------------------------- |
| 日本全域 | WOWOW  | 2008年4月10日 - 7月24日 | 木曜 24:00 - 24:30 | 衛星放送・リピート放送あり （翌週月曜 28:00 - 28:30） |